# Chacabuco (departamento de San Luis)
Chacabuco é um departamento da Argentina, localizado na província de San Luis.